# ブラックレーン
ブラックレーン（英：Blacklane GmbH）は、モバイルアプリケーションとウェブサイト上で予約可能な移動サービスを提供するドイツ・ベルリンのベンチャー企業である。料金は一律に設定されており、自社で車を保有せず、それぞれの都市の認可タクシー・ハイヤー会社と提携してサービスを提供する。

## 概要
2011年にヤンス・ヴォルトフ（英：Dr. Jens Wohltorf）とフランク・シュトヤ（英：Frank Steuer）によって設立された。RI Digital Ventures、B-to-V Partners、88 Investments GmbH、Car4youの出資を受けて2012年6月に正式に運営を始める。
2013年12月までに、サービス提供都市を45か国130都市までに拡大。同月、ダイムラー（英：Daimler AG）より約1千万ユーロの出資を受けたことを発表する。同月に、東京でのサービス提供も開始している。
2014年11月、リクルートがブラックレーンに出資したことを発表。
2015年3月、旅行代理店大手のアマデウス（英：Amadeus IT Group）が、ブラックレーンを当社初のタクシー＆移動ソリューションプロバイダーに認定。
2015年4月現在、50か国186都市にサービスを拡大。
同年８月、UK版ワイアード誌により、「Europe’s Hottest Startups 2015」の一社に選出される。

## 受賞
2015年3月のTech5 Awardsにて、ドイツで最も成長が著しい技術ベンチャー企業に認定される。同年4月にオランダ・アムステルダムで開催されたThe Next Web Conferenceでは、ヨーロッパで最も成長が著しい技術ベンチャーとして候補に挙げられたが、最終的にはアムステルダムを拠点とするFairphoneが受賞した。

## カンファレンス
2014年9月、ドイツで開かれたオープンダイアログイベント「Mobility in Transition」にて、CEOのヤンス・ヴォルトフが聴衆に、移動とその発展の重要性について説いた。
2015年7月、Tech Open Air in Berlinにて、Uber、moovelを含めた「Government vs. Transportation Technology: Passengers Lose」に関するパネルディスカッションが開かれた。